# Abynotha
Abynotha este un gen de molii din familia Lymantriinae.